# Cube 2: Hypercube
Cube 2: Hypercube är en kanadensisk långfilm från 2002 i regi av Andrzej Sekula, med Kari Matchett, Geraint Wyn Davies, Grace Lynn Kung och Matthew Ferguson i rollerna. Den är en är uppföljare till filmen Cube från 1997. En tredje film finns också, Cube Zero som utspelar sig före de andra två och som förklarar allt.

## Handling

En hyperkub

En ny grupp vaknar upp i en ny kub och börjar leta genom den efter en utgång. Vissa saker skiljer denna från den förra kuben, exempelvis att det inte finns fällor, och att det är en fyrdimensionell kub, en hyperkub. Det är en vägg som ständigt rör sig åt ett håll, som de kan fastna i och dö. Snart inser också en ibland dem att det måste finnas oändligt många parallella universum däri, och ständigt stöter de på varandra från när de varit i kuben i flera år eller precis vaknat upp ovetandes.

## Rollista
| Kari Matchett      | – Kate Filmore              |
| Geraint Wyn Davies | – Simon Grady               |
| Grace Lynn Kung    | – Sasha                     |
| Matthew Ferguson   | – Max Reisler               |
| Neil Crone         | – Jerry Whitehall           |
| Barbara Gordon     | – Mrs. Paley                |
| Lindsey Connell    | – Julia                     |
| Greer Kent         | – Becky Young               |
| Bruce Gray         | – Colonel Thomas H. Maguire |
| Philip Akin        | – The General               |
| Paul Robbins       | – Tracton                   |
| Andrew Scorer      | – Dr. Phil Rosenzweig       |